# Бельтран, Висенте
Висе́нте Бельтра́н Родри́го (исп. Vicente Beltran Rodrigo; 1918, Сагунто — 12 октября 1981, Валенсия) — испанский и советский летчик-истребитель, капитан.

## Биография
Родился в 1918 году в Сагунто. Во время Гражданской войны в Испании служил в авиации республиканцев. Для этого сначала был направлен для обучения в Кировабад, откуда был выпущен сержантом республиканских ВВС. Сражался в составе 3 эскадрильи 21 группы. 21 апреля 1938 во время битвы на реке Эбро был сбит, получил сильные ожоги на лице. В сентябре получил звание лейтенанта. После поражения республиканцев в 1939 году через Францию выехал в СССР.
В июле 1941 года в составе группы испанских лётчиков был включён в состав специальной разведывательной группы. В ноябре направлен на фронт под Москву. Однако группа так и не совершила ни одного разведывательного вылета, была расформирована, а лётчики переведены в 1-ю истребительную авиационную бригаду, базировавшуюся на аэродроме в Быково Московской области. Участвовал в битве под Москвой, затем на южном направлении (Тула), летом 1942 года совершил два воздушных тарана. Участвовал также в Курской битве, войну окончил в Братиславе.
В 1948 году уволен в запас, в 1958 году репатриировался в Испанию. Умер 12 октября 1981 года в Валенсии.

## Список воздушных побед
Считается, что в общей сложности за 2 войны, он сбил 20 самолётов противника (с учётом групповых побед).